# Penicillium limosum
Penicillium limosum är en svampart som beskrevs av S. Ueda 1995. Penicillium limosum ingår i släktet Penicillium och familjen Trichocomaceae.   Inga underarter finns listade i Catalogue of Life.